# Papenpolder
De Papenpolder is een polder ten noordwesten van Middelburg, behorend tot de polders rond Aardenburg.
De Papenpolder werd, als een gedeelte van het Lapscheurse Gat, in 1700 drooggelegd. Het restand van deze zeegeul is als een smalle waterloop met de naam Papenkreek nog aanwezig. Deze ging de grens tussen de Noordelijke en de Zuidelijke Nederlanden vormen, tegenwoordig de grens tussen Nederland en België.
De Papenpolder is een internationale polder. De Papenpolder 1e deel ligt op Belgisch gebied; de Papenpolder 2e deel ligt op Nederlands gebied en heeft een oppervlakte van 45 ha. Het Belgische deel is ongeveer even groot.
De Papenpolder bevindt zich tussen de grenspalen 352 en 354.